# Missing - O Desaparecido
Missing (bra: Missing - O Desaparecido, ou Desaparecido - Um Grande Mistério, ou ainda Desaparecido, um Grande Mistério; prt: Missing - O Desaparecido, ou Desaparecido) é um filme estadunidense de 1982, do gênero drama, dirigido por Costa-Gavras, com roteiro dele e de Donald Stewart baseado no livro The Execution of Charles Horman: An American Sacrifice, de Thomas Hauser, por sua vez inspirado na história verídica de Charles Horman que vivia no Chile na época do golpe de 1973 que depôs o presidente Salvador Allende.

## Elenco
- Jack Lemmon ....  Ed Horman
- Sissy Spacek ....  Beth Horman
- Melanie Mayron ....  Terry Simon
- John Shea ....  Charles Horman  ('Charlie')
- Charles Cioffi ....  capitão Ray Tower
- David Clennon ....  cônsul Phil Putnam
- Richard Venture ....  embaixador dos Estados Unidos
- Jerry Hardin ....  coronel Sean Patrick
- Richard Bradford ....  Andrew Babcock
- Joe Regalbuto ....  Frank Teruggi
- Keith Szarabajka ....  David Holloway
- John Doolittle ....  David McGeary
- Janice Rule ....  Kate Newman
- Ward Costello ....  congressista
- Hansford Rowe ....  senador
- Tina Romero ....  Maria

## Principais prêmios e indicações
| Prêmio/evento      | Categoria                         | Recipiente                   | Resultado |
| ------------------ | --------------------------------- | ---------------------------- | --------- |
| Oscar 1983         | Melhor roteiro adaptado           | Costa-Gravas, Donald Stewart | Venceu    |
| Oscar 1983         | Melhor ator                       | Jack Lemmon                  | Indicado  |
| Oscar 1983         | Melhor atriz                      | Sissy Spacek                 | Indicado  |
| Oscar 1983         | Melhor filme                      |                              | Indicado  |
| Globo de Ouro 1983 | Melhor ator - drama               | Jack Lemmon                  | Indicado  |
| Globo de Ouro 1983 | Melhor atriz - drama              | Sissy Spacek                 | Indicado  |
| Globo de Ouro 1983 | Melhor direção                    | Costa-Gavras                 | Indicado  |
| Globo de Ouro 1983 | Melhor filme - drama              |                              | Indicado  |
| Globo de Ouro 1983 | Melhor roteiro                    | Costa-Gavras, Donald Stewart | Indicado  |
| BAFTA 1983         | Melhor montagem                   | Françoise Bonnot             | Venceu    |
| BAFTA 1983         | Melhor roteiro adaptado           | Costa-Gavras, Donald Stewart | Venceu    |
| BAFTA 1983         | Melhor ator                       | Jack Lemmon                  | Indicado  |
| BAFTA 1983         | Melhor atriz                      | Sissy Spacek                 | Indicado  |
| BAFTA 1983         | Melhor diretor                    | Costa-Gavras                 | Indicado  |
| BAFTA 1983         | Melhor filme                      |                              | Indicado  |
| Cannes 1982        | Prêmio de interpretação masculina | Jack Lemmon                  | Venceu    |
| Cannes 1982        | Palma de Ouro (melhor filme)      |                              | Venceu    |

## Sinopse
O filme narra a história de Charles Horman, um jovem escritor e jornalista estadunidense que vive com a esposa Beth em Santiago durante o governo da Unidade Popular. Charles vive à custa dos artigos de jornais como The New York Times e The Washington Post que traduz para uma publicação considerada subversiva e, assim como todos os membros da redação desta, é levado para interrogatório durante o golpe de estado liderado pelo então comandante das Forças Armadas chilenas, general Augusto Pinochet. Mas Charles não retorna para casa.
Ed, o pai de Charles, desloca-se para o Chile e, junto com Beth, retoma os passos do filho antes de desaparecer. Ambos buscam o apoio de órgãos governamentais tanto estadunidenses quanto chilenos, mas não o recebem de forma adequada e, pelo contrário, o que deveria ser um ponto de apoio se torna um obstáculo. Assim sendo, Ed, até então alienado sobre a política externa, começa a perceber que existem fortes indícios de que o governo de sua nação contribuiu para o golpe e, consequentemente, para o desaparecimento de seu único filho. Em uma discussão com os membros da embaixada dos EUA no Chile, Ed se lamenta por não ser cidadão de um país cuja embaixada ofereceu asilo aos perseguidos políticos.
Por fim, Ed e Beth descobrem que Charles foi assassinado no Estádio Nacional e enterrado numa parede, uma maneira comum da repressão chilena esconder os corpos dos torturados. Revoltado, Ed tenta inutilmente processar Henry Kissinger, o então Secretário de Estado de seu país.